# سواره (مشگین‌شهر)
روستای سواره (سوارا: به معنی میان دو آب) روستایی در ایران است که در دهستان مشگین شرقی واقع شده است. روستای سوارا ۱۵۳ نفر جمعیت دارد.
۱۵ کیلومتر بطرف اردبیل، بعد از روستای کوربولاق در قسمت سمت چپ و منطقه توریستی کپز واقع شده است مردم این روستا بیشتر به کار دامپروری و کشاورزی می‌پردازند و بیشتر باغات این روسنا میوه سیب، هلو و شلیل می‌باشد این روستای دارای جذابیت‌های توریستی از جمله کپز، صمد درسی، دلیک داش و سویوغ بولاق می‌باشد و آثار باستانی فراوانی از دوره باستان در این روستا می‌توان به وفور می‌توان مشاهده نمود.
مردم این روستا از ۳ طایفه بنام‌های ایواتلی، مغانلو و چچیک لی تشکیل شده و بزرگان و ریش سفیدان این طوایف ایواتلو: علی عبادی، مغانلی: حسن راهور و چچیکلی: هاوار نعمتی می‌باشند.
حق آبه این روستا بین ۱۲ نفر در چرخش می‌باشد و منبع آب آن از دو چشمه که در سمت‌های شمال و جنوب ان جاری است تأمین می‌شود.
از امکانات رفاهی این روستا می‌توان به آب آشامیدنی لوله‌کشی شده، گاز کشی، برق و تلفن می‌توان اشاره نمود.
از جمله آثا باستانی معروف این روستا شیطان تپه می‌باشد
تپه شیطان تپه سی مربوط به دوره ساسانیان است و این اثر در تاریخ ۱۲ دی ۱۳۸۶ با شمارهٔ ثبت ۲۰۳۳۰ به‌عنوان یکی از آثار ملی ایران به ثبت رسیده است.

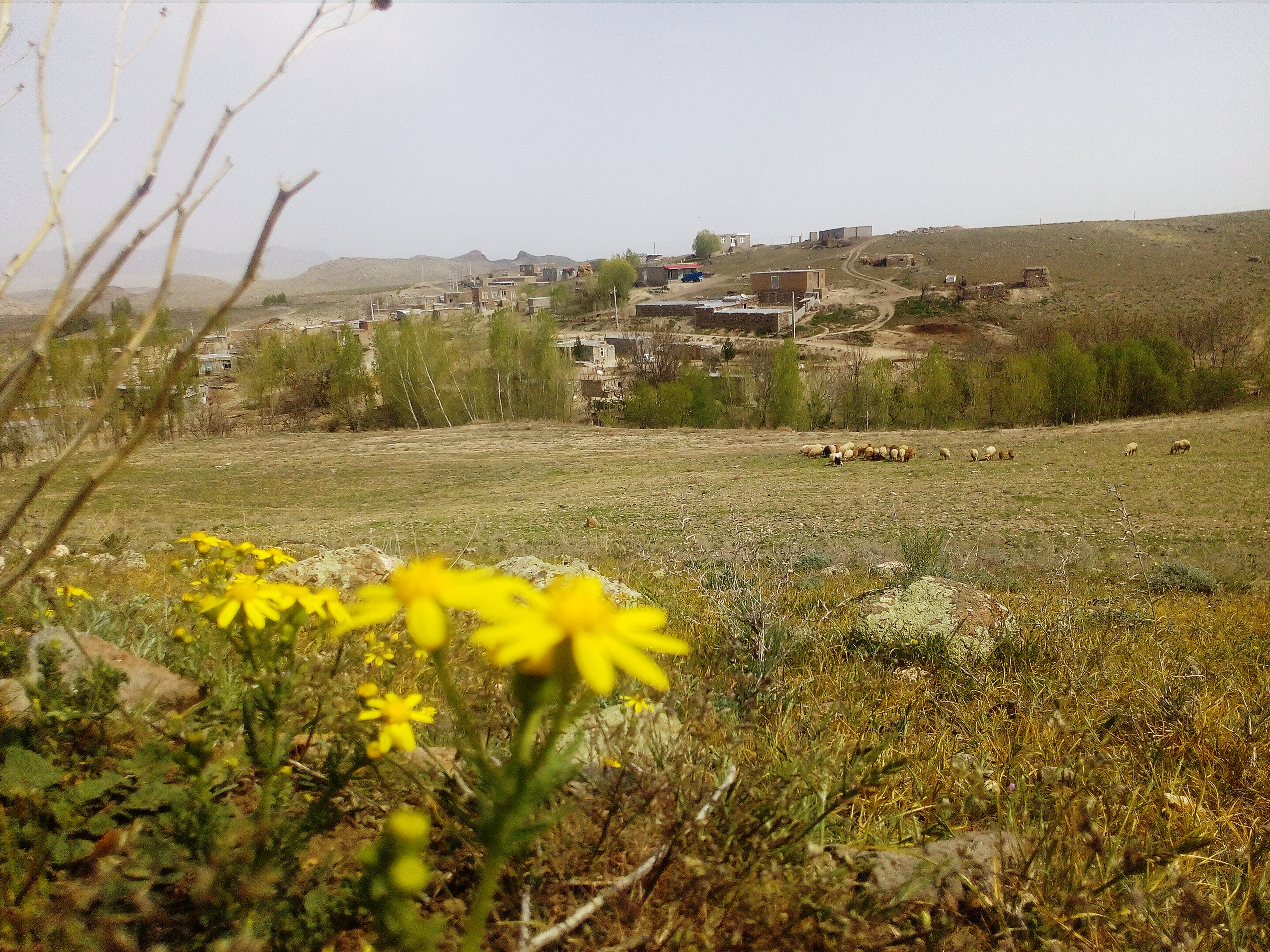

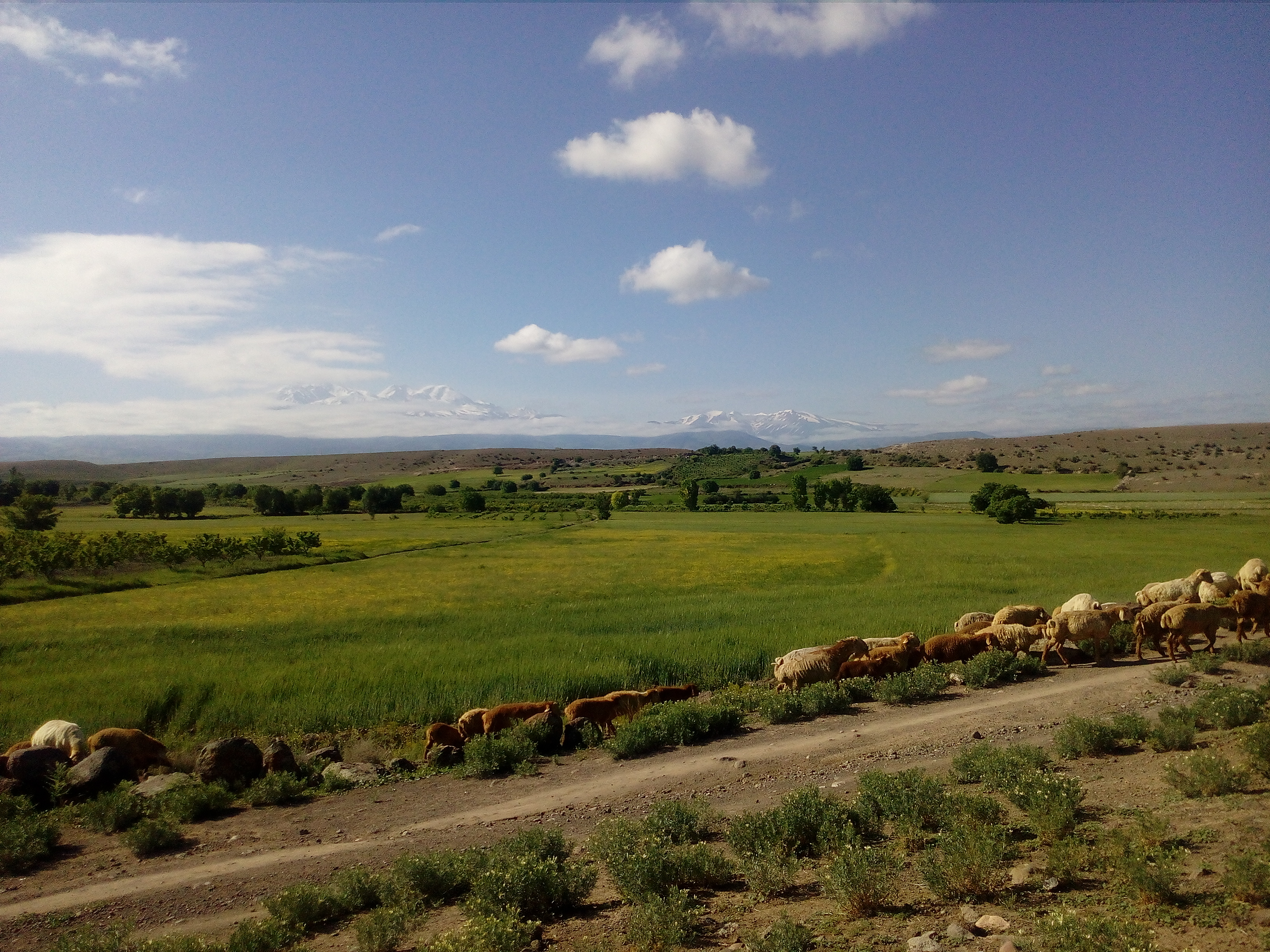

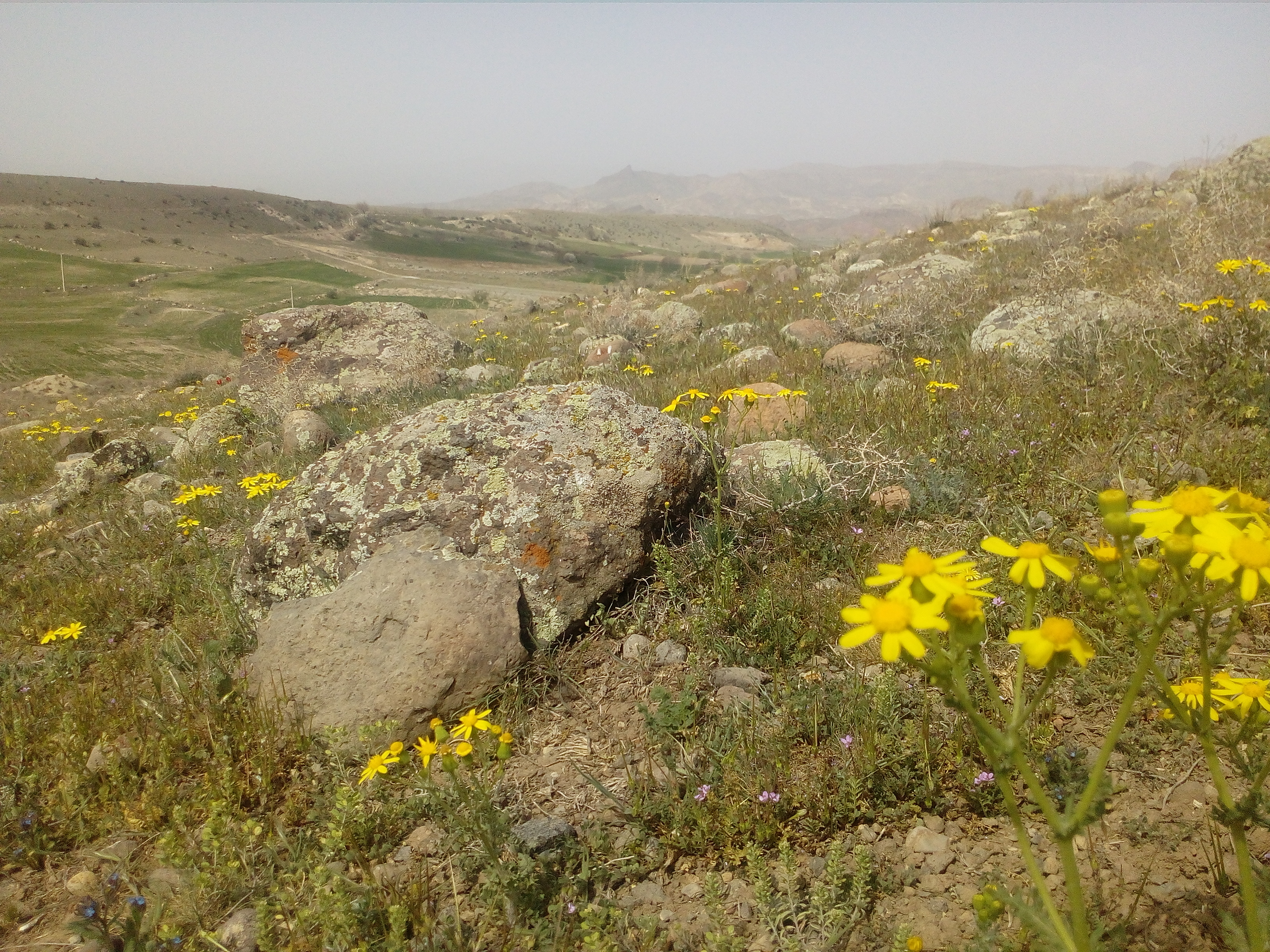

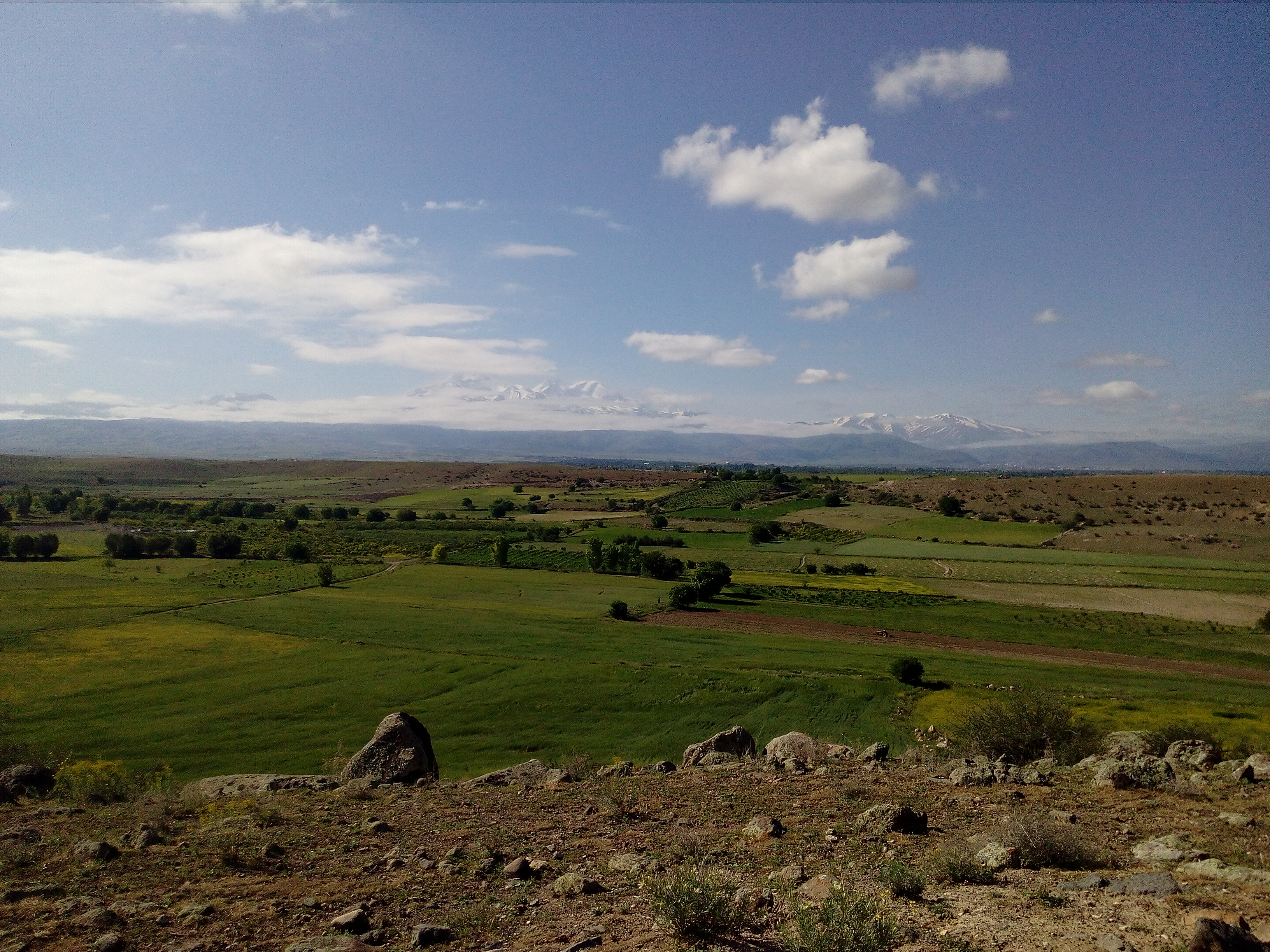

گردآورنده: مهدی عبادی ایواتلو